# Cephalopactis
Cephalopactis là một chi thực vật có hoa trong họ Lan.